# Tragon mimicus
Tragon mimicus är en skalbaggsart som först beskrevs av Bates 1890.  Tragon mimicus ingår i släktet Tragon och familjen långhorningar.
Artens utbredningsområde är Gabon. Inga underarter finns listade i Catalogue of Life.